# Georgia Pemberton
Georgia Ivy „GP“ Pemberton (* 24. November 2003 in Kingston upon Thames, Surrey, England) ist eine britische Theater- und Filmschauspielerin sowie Musicaldarstellerin.

## Leben
Pemberton wuchs gemeinsam mit einem älteren Bruder in der Grafschaft Surrey auf. Sie war im Alter von zehn Tagen in einer Episode der Fernsehserie William and Mary zu sehen. Ab 2012 war sie in verschiedenen Theater- und Musicaldarstellungen involviert. Sie spielte von 2013 bis 2014 die Rolle der Matilda im Cambridge Theatre. 2014 wirkte sie in dem Kurzfilm Unchained mit. 2016 verkörperte sie die Rolle der Fiona Frauenfeld in dem Film Die Insel der besonderen Kinder. 2023 spielte sie im Kurzfilm Path to Ecstasy mit, der am 29. Juli 2023 auf dem Peekskill Film Festival gezeigt wurde.

## Filmografie
- 2003: William and Mary (Fernsehserie, 1 Episode)
- 2013: BBC Children In Need 2013
- 2014: Unchained (Kurzfilm)
- 2016: Die Insel der besonderen Kinder (Miss Peregrine’s Home for Peculiar Children)
- 2023: Path to Ecstasy (Kurzfilm)

## Theater (Auswahl)
- 2012: Les Misérables (Queen Theatre)
- 2013–2014: Matilda the Musical (Cambridge Theatre)
- 2014: Gypsy (Chichester Festival Theatre)
- 2016: Bugsy Malone (Lyric Hammersmith)
- 2017: Theatre: The Secret Diary of Adrian Mole (Chocolate Menier Factory)